# 河内淳一
河内 淳一（かわうち じゅんいち（芸名：河内 淳貴（かわうち じゅんき））、1958年4月24日 - ）は、日本のギタリスト、作曲家、編曲家、歌手、音楽プロデューサー。
東京都台東区浅草出身。愛称は“JUN-BOH”。
所属事務所は株式会社G.K promotion。

## 人物・エピソード
小学校3年生の時に初めてギターを手にする。
その後熱中する本人に両親からの「この子は長続きさせられないだろう」の一言で火が付き猛烈に勉強しテクニックを向上させていく。
1970年代から80年代のロックを愛し、特にウエストコースト系を好む。フェイバリットアーティストは元シカゴのビル・チャンプリン。
演奏できるジャンルはメインのAOR・ハードロックから歌謡曲・インストゥルメンタルなどである。
車はポルシェの大ファンで、自身もオーナー経験がある。
趣味はスキューバ、ウェイクボードとお酒とパソコン。
履いている靴は季節を問わずほとんどカウボーイブーツである。
芸名は1994年から使い始めたが2003年からは本名に戻した。

## 活動の概要

### スタジオ・ミュージシャンとして始動〜1985年まで（第1期）
- 1973年
  - ディスコバンドのギタリストとして演奏活動を始める。
- 1975年
  - 高校の学業と並行して、本格的にスタジオ・ミュージシャンとしての活動を始める。出発はギタリストだが、後に作曲・編曲・プロデュースも行いコーラスとしても重宝された。
- 1980年
  - 外国人名義の覆面バンド「BE」を当時在籍していたビーイングの仲間と結成し「KEITH NORMAN」という変名で活動した。5月21日にアルバム「FRUITS FACTORY」を、7月5日にシングル「MORNING ANGEL」を発表している。
- 1981年
  - 「BLAX」というバンドを片山敦夫・春山信吾・山田亘らと結成し一色ゆかり（その後「杉本誘里」に改名）のアルバムを制作。このバンドはバックでの演奏やクリエイターという立場に徹していたので、限られた活動期間中に単独での作品リリースは無かった。
- 1984年
  - 今野多久郎・片山敦夫・角田俊介らと「STR!X」を結成。高木麻早や斎藤誠のバックバンドを務める。またアニメ『超人ロック』（劇場版）の主題歌「星のストレンジャー」（ただし歌唱と演奏のみ）や、『よろしくメカドック』のテーマ曲「よろしくチューニング」「君にWoo…!」と挿入歌「バラードをくれ」も担当する。
- 1985年
  - 2月26日、ニッポン放送のラジオ番組「桑田佳祐のオールナイトニッポン」で企画されたバンド「関口和之とセンズリッターズ」に参加。

この期間に参加した歌手・アーティスト
- 桑名正博・真田広之・髙橋真梨子・中村雅俊・浜田麻里・水島裕・三ツ矢雄二・三原順子・柳ジョージ等、他多数

### KUWATA BANDでの活躍（第2期）
- 1986年
  - 2月、サザンオールスターズの桑田佳祐が、「でたらめのロックを演りたい」のコンセプトの下結成したKUWATA BANDに参加。
    - アルバムでは唯一桑田以外でボーカルを担当した「FEEDBACK」も収録されている。関西テレビのトーク番組「さんまのまんま」でエンディング曲として使用されていた。
    - 年末に日本テレビで放送された「メリー・クリスマス・ショー」に出演者・編曲家として参加する。この中でTHE ALFEEの桜井賢とラッツ&スターの鈴木雅之によって披露されたマッシュアップ式の歌が披露され、同じく出演していた泉谷しげるが「誰だって考えてくんじゃねぇかこんなもんよー!」と怒っていたが、編曲したのは後ろで松任谷由実やアン・ルイスらと一緒にキレっぷりに大笑いしていた河内である。
- 1987年
  - 12月24日、前年に引き続き「MERRY X'MAS SHOW」に出演。

### ソロアーティストとしても活動開始（第3期）
- 1988年
  - 4月21日、シングル「CARRY ON」とアルバム「One Heart」の同時発売でソロ歌手としてデビューする。
  - 8月21日、「One Heart」収録の「恋に落ちた日 〜ANYDAY YOU LOVE ME〜」がシングルカットされる
  - 9月28日、渋谷公会堂で開催された「POPS ALL STARS 〜FIRST AND LAST LIVE!〜」（他にチューリップ等が出演。）に出演。
  - 10月13日、日清パワーステーションにてソロとしては初のライブを行う。
- 1989年
  - 3月、ロサンゼルスでレコーディングされたシングル「DREAM OF YOU」とアルバム「SWEET」をリリース。
  - 8月11日、TBSの深夜に放送されていた公開録音番組「キラリ・熱熱CLUB」（CLUB CITTA'）に出演（放送は8月23日）。
- 1990年
  - 5月2日、映画「ふうせん」のサウンドトラック「SHOOT THE GUITARIST」がリリースされ3曲目「DEVILS IN MY CAR」を担当。
- 1991年
  - 3月25日、シングル「さよならに虹が降る」、アルバム「PRIVATE HEAVEN」をリリース。
  - 4月5日-、渋谷・名古屋・心斎橋のCLUB QUATTROにて”PRIVATE HEAVEN" TOURを行う。
  - 7月25日、シングル「君のいた夏」リリース。
  - 10月25日、シングル「ハロー・ミスターサンタクロース」をリリース。
- 1992年
  - 3月1日、シングル「VIRGIN SMILEの君」とアルバム「JUICE」を発売。
  - 6月25日、シングル「君の瞳いっぱいの夏」を発売。
  - 11月1日、シングル「戻れない夜」をリリース。
- 1993年
  - 3月25日発売の米倉利紀のアルバム「liberta」と前年11月発売のシングル「デリカシーに雨が降る」のカップリング曲に収録の「pain」にコーラスで参加。
  - 8月14日、日比谷野外音楽堂において、杉山清貴・村田和人とのユニット「In 'n Out」でライブを開催。
- 1994年
  - 6月22日、初のデュエットとなるシングル「Bay Bridge 〜眠れない夜を越えて〜」を発売。
- 1996年
  - 5月21日、シングル「ダイヤモンドを持って」をリリース。
- 1997年
  - 4月9日、プロデュースチーム「松原正樹 with ON-DO」を立ち上げ、活動の一環でアルバム「ON TIME DO IT」を発表。

### 拠点を関西に移してTHE TRIPLE Xの結成とボランティア活動（第4期）
- 大人が楽しめるハードロックを演りたい、という構想を持っていた桑名正博と結成したバンドである。在籍時には3枚のアルバムをリリースし、ライブも全国展開で精力的に行った。
- 桑名指揮のチャリティ活動にも携わり、連名で日本車いすバスケットボール連盟歌「Wan't You Have a Seat-座ってみないか?」の制作やドイツ国際平和村支援CDを西城秀樹・松本孝弘・河村隆一らも交えて制作、「ハートエイド」名義で発表もした。
- 合間をぬってソロライブも行う。1999年には数回にわたりROMA CAFEで披露し、自身のオリジナル曲や広く知られる洋楽に加え安室奈美恵の「Don't wanna cry」や「ゲゲゲの鬼太郎」の主題歌も演奏した。また香西かおりを特別ゲストとして招き「Desperado」をセッションした。
- 2002年のカウンダウンライブにてバンド活動の停止を宣言する。なお、2009年の8月から再開したがギターは他のギタリストにメンバーチェンジされている。

### 再度東京から〜現在（第5期）
- 2003年以降
  - 新譜制作等を一旦休止し、自身のライブのほか、他アーティストのサポートや新人バンドのプロデュース等も展開する。
  - 新井田耕造ユニットに参加、この流れで阿部まさしの楽曲「YO・A・KE〜龍馬飛翔〜」のギターも担当する。
  - 2006年3月には、新川博のバンド「FIANCHI」に参加（プロデュース業が多忙の為に半年間のみ在籍）、同名のアルバムをリリースしている。
  - 2023年2月からは、株式会社G.K promotionに所属。
  - 2024年8月11日『スーパーアニソン魂2024“夏の陣”〜THE LEGENDS〜』@Zeppダイバーシティ東京に出演。

### 他アーティストへの参加
- 稲垣潤一：「Stay With Me」の作曲、「黄昏が目にしみる」のコーラス[1]。
- 井上昌己：「扉をひらいて」「あなたの腕をほどいてみたい」の作曲。
- 織田裕二：「NO KIDDING」「眠れぬ長い夜のあとも」の作曲。
- かとうれいこ：「TODAY〜大好きな君へ」の作曲。
- 木根尚登：「君がいた夏」のコーラス。
- 桑田佳祐：「LADY LUCK」「SHE'S A BIG TEASER」「遠い街角 (The wanderin' street)」のギター。
- 斎藤誠：「GO NOW」「FLY TO THE CLOUD」「SMILE AND SLEEP」のバックボーカル。
- 清水宏次朗：「東京」「東京Night」の作曲。
- 障子久美：「GIVE ME YOUR LOVE」をデュエット。
- 杉山清貴：ベスト・アルバム収録の「STORMY HEAVEN」のギター。｢Ozone｣の作曲。
- 林哲司：「長距離電話」のコーラス。
- 林原めぐみ：万能文化猫娘の挿入曲「春猫不思議月夜 -おしえてHappiness-」「Touch me softly」の作曲・編曲。
- 宮崎萬純：「愛だけ感じて」の作曲・ギター・コーラス、「黄昏色のコイン」「涙の聞こえた日」「You! All Right」のギター、「夜間飛行」の作曲・編曲・ギター・コーラス。
- 村田和人：「IMAGINARY LOVER」のコーラス。
- YAUMIN：万能文化猫娘のイメージソング「Touch me softly」「In The Fluffy Moon Nite」作曲・編曲。
- 渡辺満里奈：「新しい気持ち」にコーラス。

その他多数

### その他の参加
- キン肉マン・「ファラオの呪い（ミスターカーメンのテーマ）」にボーカルとして参加。
- 太陽の使者 鉄人28号のサントラ、および主題歌などを担当するギミックのボーカルとして参加。
- 岡本綾子：Rhythm Imagination Sound『Swing'S』にギターとして参加。
- 『マクロス7』・『マクロス ダイナマイト7』に登場する架空のロックバンドFire Bomberの楽曲を多数手掛ける。『発表!全マクロス大投票』の歌部門で3位（作品別、総合とも）を獲得した「突撃ラブハート」などを生み出し評価されている。これらの楽曲は松原正樹のスタジオで、打ち込みで全ての楽器を河内一人で演奏している。